# Фрэнк Фариан
Франц Ройтер (нем. Franz Reuther; 18 июля 1941, Кирн, Мозельланд, Германия — 23 января 2024, Майами, Флорида, США), известный как Франк Фа́риан (нем. Frank Farian; в русскоязычных СМИ также распространена англоязычная транскрипция Фрэнк Фариан) — немецкий музыкант, певец, композитор, поэт, музыкальный продюсер. Попеременно проживал в своих имениях на острове Ибица (Испания), в Майами (США), в Нассау (Багамские острова) и в Росбахе (земля Гессен, ФРГ).

## Биография
Франц Ройтер родился 18 июля 1941 года в Кирне (юго-запад Германии) в разгар Второй мировой войны в семье рабочего кожевенной фабрики, призванного на Восточный фронт и погибшего позднее под Смоленском, и солистки церковного хора Цилли Ройтер (Zilli Reuther), которой пришлось в одиночку воспитывать троих детей. С ранних лет у Франца обнаружился вокальный дар, и с 9 лет он подрабатывал в церковном хоре, помогая своей семье. В 12 лет он освоил игру на гитаре. Позже, попав под влияние американской культуры, заполонившей тогда Западную Германию вместе с расквартированными там американскими войсками, увлёкся рок-н-роллом и стал называть себя сначала Фрэнки Фариан, а позже закрепил за собой псевдоним Франк Фариан. Также он известен как автор песен под псевдонимами Zambi и G.Mart.

## Музыкальные проекты

### Frankie Farian und die Schatten
В 1961 году Фариан создал собственную группу Frankie Farian und die Schatten и выступал с ней в местных ресторанчиках и танцевальных клубах. Группа записала несколько синглов, таких как Shouting Ghost и некоторые другие. Настоящая известность пришла в 1964 году, когда Frankie Farian und die Schatten приняли участие в международном рок-фестивале в Гамбурге, проходившем в знаменитом Star-Club. Затем музыканты выпустили ещё несколько синглов.
В 1968 году Франк Фариан начал сольную карьеру певца (сначала на рекорд-лейбле Ariola) и продюсера. Его первая удачная песня — «Dana My Love», с которой он дебютировал в популярном телешоу ZDF Hitparade годом позже. В самом начале 1970-х  Фариан попал под покровительство Ханса Блюме (Hans Blume), главы западноберлинской звукозаписывающей компании Hansa и одноимённого музыкального издательства. Их союз продолжался 12 лет.
В 1976 году немецкоязычная кавер-версия американского хита «Rocky» в исполнении Фариана стала № 1 в Германии.

### Gilla
Одним из первых продюсерских проектов Фариана стала группа «75 Music», которая позже трансформировалась в новый проект «Gilla». Из старого состава в нём осталась Гизела Вюхингер (сценический псевдоним Gilla), Хельмут Рулофс и ещё двое музыкантов, которые впоследствии стали работать в студии Фариана. С обновлённым составом музыкантов Gilla записала дебютный альбом Willst du mit mir schlafen gehn? в 1975 году, сингл с которого, «Tu' es», попал в немецкий Тop10 в начале следующего года. Gilla стала вторым по-настоящему успешным немецкоязычным проектом Фариана после молодого 16-летнего певца Benny и менее известной французской рок-группы Falcons. Её альбом послужил основой для удачного старта нового англоязычного проекта продюсера Boney M.. В своём дебютном альбоме Boney M. использовали такие инструментальные треки Гиллы как «Kein Weg zu weit» (Take The Heat Off Me) и «Lieben und frei sein» (Lovin' Or Leavin), которые были ремикшированы и дополнены англоязычным вокалом.
Следующий сингл Гиллы вышел летом 1976 года. «Ich brenne» стал модной композицией в стиле диско и вошёл в немецкую десятку популярности, а его англоязычная версия «Help, Help» получила большую известность во всем мире.
В начале 1977 года к выходу был готов второй альбом певицы Zieh mich aus. В него вошла композиция «Johnny», а также различные немецкоязычные кавер-версии. Здесь продюсер представил немецкие варианты таких хитов Boney M., как «Sunny», «Kein Mann weit und breit» (No Woman No Cry) и «Belfast».
Для выхода на международную сцену Франк Фариан записал в 1977 году полностью англоязычный альбом Help! Help!, куда вошли все лучшие песни Гиллы, спетые до этого на немецком. Не достигнув ожидаемого успеха, Фариан переиздал альбом, добавив в него ещё две новые композиции: танцевальную «Bend Me, Shape Me» и лиричную «The River Sings». Соответственно альбом получил новое название Bend Me, Shape Me. Диск пользовался популярностью в странах Бенилюкса и некоторых других регионах (в том числе в восточной Европе, где, однако, в то время не существовало официальных хит-парадов). После выхода немецкоязычной версии сингла «Rasputin» Фариан сосредоточился на более рентабельных англоязычных проектах Boney M. и Eruption. Однако Гилла всё же не была забыта. Фариан доверил продюсирование певицы Хельмуту Рулофсу. В 1980 году они выпустили новый англоязычный альбом I Like Some Cool Rock’n’Roll, а годом позже сингл «Cigarillo». Альбом пользовался спросом в некоторых западных странах, в странах Восточной Европы, и, в частности, в СССР. Неплохо расходились записи Гиллы и в странах юго-восточной Азии.
В 2000-х-2010-х годах Гилла с успехом выступала на международных фестивалях «Дискотека 80-х» и «Легенды Ретро FM» в Москве и Санкт-Петербурге, исполнив свои знаменитые хиты «Tom Cat» и «Johnny».

### Boney M.
В конце 1974 года Франк Фариан, экспериментируя в своей домашней студии и «Europa Sound Studios» в Оффенбахе, записал необычную композицию «Baby Do You Wanna Bump?», основанную на ямайской мелодии «Al Capone», известной с начала 1960-х годов, и издал её под псевдонимом «Boney M.», по имени героя популярного в то время австралийского детективного сериала «Boney». В ней он использовал исключительно свой собственный голос, записав на многоканальный магнитофон как мужскую (дополнительно «окрашенную» с помощью вокодера), так и «женские» партии. В интервью телеканалу MDR Фариан сказал, что может петь как фальцетом, так и глубоким басом.
Неожиданный успех и поступившие приглашения на выступления загадочной группы по телевидению заставили его с помощью кастинг-агента Кати Вольф (Katja Wolf), набрать коллектив, состоящий из выходцев с Карибских островов и организовать концертные туры. В течение 1975 года состав трижды претерпевал изменения, но всегда по формуле 3+1. Окончательно состав был сформирован в начале 1976-го. В него вошли выходцы с Ямайки, певицы Лиз Митчелл и Марсия Барретт, а также танцовщики, уроженцы Малых Антильских островов Мэйзи Уильямс и Бобби Фаррэлл. Все участники проекта перебрались в Западную Европу в подростковом возрасте.
Квартет получил феноменальную популярность во всём мире, кроме США, где успехи группы были скромнее. В 1978 году Boney M. первыми из западных поп (рок) — групп «прорвали железный занавес», посетив СССР. Артисты прибыли в Москву с личного разрешения Генерального секретаря ЦК КПСС Леонида Брежнева. В Лондон был направлен специальный самолёт, чтобы доставить в советскую столицу артистов и их 11-тонный багаж. Кроме того, в Москву прилетела большая группа западных журналистов, чтобы освещать эти сенсационные гастроли. Впервые в истории СССР западной группе мирового уровня была предоставлена возможность дать 10 шоу в престижном концертном зале «Россия» в декабре 1978 года, а также отснять материал для видеоклипа Mary’s Boy Child на Красной площади. По «историческим соображениям» песня «Rasputin» была запрещена к исполнению. Как признались артисты группы в одном из телеинтервью, советским партийным функционерам не понравились последние слова песни «Oh, those russians…» (с англ. — «Ох уж эти русские»), которые были признаны «неполиткорректными».
Приезд Boney M. в Москву вызвал настоящий ажиотаж. Стоимость билетов на «чёрном рынке» достигала трёх среднемесячных зарплат советского квалифицированного рабочего. Фирма «Мелодия» выпустила диск группы тиражом в 100 тыс. экземпляров., который мгновенно стал дефицитным товаром. В магазинных очередях нередко возникали драки за право обладания альбомом Boney M. Спекулятивная цена диска на чёрном рынке возрастала в 10-20 раз.
1978 год принёс Boney M. множество наград индустрии звукозаписи за рекордные тиражи. Коллектив попал в британскую Книгу рекордов Гиннеса за объёмы продаж своих записей в рождественский сезон. В 1979 году артисты удостоились аудиенции у королевы Великобритании Елизаветы Второй после Королевского гала-концерта в Лондоне, а Франк Фариан, по итогам 1978 года, был признан лучшим продюсером и получил высшую музыкальную награду Британии — Carl Alan Award (позже переименована в Brit Award). В Германии суперхит группы «Rivers Of Babylon» занял первую позицию в хит-параде на 17 недель, установив абсолютный рекорд по длительности пребывания на пике чарта ().
В 2007 году канал RTL проводил специальный трёхчасовой телемарафон, в ходе которого выявлялся самый значительный диско-хит из когда-либо появлявшихся в TOP 40 Германии. Им оказался «Daddy Cool» в исполнении Boney M., продержавшийся в 1976—1977 годах 35 недель в TOP 50 Германии, занимая 12 недель первую позицию. В феврале 2009 года тот же телеканал RTL показал телешоу, в котором на основе позиций в мировых чартах выявлялся самый успешный музыкальный экспорт Германии за всю историю. И вновь Boney M. оказались N1. Как было отмечено в программе, протеже Франка Фариана имели на родине поп-музыки, Англии, больше TOP10-хитов, чем вместе взятые претенденты, занявшие 2 и 3 места. Кроме того, Фариан был назван самым успешным продюсером в истории Германии. Сразу четыре его проекта — La Bouche, No Mercy, Milli Vanilli и Boney M. — вошли в итоговый чарт RTL.
По данным государственной медиакомпании Германии DW (Deutsche Welle) от 27 октября 2020 года, продюсерская компания Фариана FAR Music GmbH реализовала более 850 миллионов звуконосителей по всему миру.  В активе Фариана более 800 золотых, платиновых и даже 2 «бриллиантовых» диска (за рекордные продажи Boney M. и Milli Vanilli).
В ноябре 2012 британская статистическая служба The Official Charts Company по случаю своего 60-летнего юбилея обнародовала данные о продажах самых популярных синглов и отдельных треков в истории Великобритании. Boney M. оказались единственной поп-группой, которая имеет два хита в TOP10 всех времён (N6 с «Rivers of Babylon» и «Brown Girl In The Ring»). Кроме того, в TOP 20 вошло ещё два сингла, к производству которых был непосредственно причастен Франк Фариан. Это Boney M. (N11 с «Marys' Boy Child/Oh My Lord») и Stevie Wonder (N12 с «I Just Call To Say I Love You»). Таким образом, Фариан является единственным музыкальным продюсером, имеющим в британском TOP 20 всех времён сразу 4 хита. 
28 марта 2015 на телеканале ZDF состоялось чествование группы Boney M. как самого успешного проекта в истории германской звукозаписывающей индустрии и вручение группе бриллиантового диска в связи с продажей более 150 миллионов звуконосителей, а также в связи с 40-летним юбилеем. 27 марта 2015 компания Sony Music совместно с рекорд-лейблом Фариана MCI выпустила беспрецедентное по размаху юбилейное издание Boney M. DIAMONDS в трёх различных версиях: 3CD, 3DVD и Delux-коробка под названием FAN BOX (3CD+DVD+LP+футболка+набор стикеров). . Уже на следующий день после выпуска релиз попал в европейские чарты iTunes TOP100 Albums, а через две недели юбилейное издание достигло TOP20 в национальных чартах Германии и Австрии, а также TOP30 в Швейцарии. 
5 мая 2017 Sony Music начала переиздание на виниле студийных альбомов Boney M. В этот день в продаже появились первые 3 LP-альбома группы. 7 июля 2017 вышли остальные виниловые репринты, а также подарочная коробка «Boney M. Complete», содержащая все 9 LP-альбомов.  В тот же день Sony Music Entertainment выпустила 2CD-компиляцию «Boney M. & Friends» (позже переиздана на виниле в сокращённом варианте), где собраны лучшие хиты Boney M. и других наиболее успешных проектов Фариана. 
10 ноября 2017 года, после 32-летнего перерыва, рекорд-лэйбл Фариана MCI и Sony Music выпустили новый студийный альбом под маркой Boney M. feat.Liz Mitchell and Friends, который получил название «Worldmusic for Christmas» и посвящён празднованию Рождества. 
В ноябре 2019 британский рекорд-лэйбл Crimson (принадлежит Sony Music) выпустил 3CD-компиляцию Boney M. GOLD, куда, помимо известных в Соединённом Королевстве хитов, также вошли их современные ремиксы от известных Ди-Джеев.
В начале нового десятилетия MCI/Sony Music выпустили два ремикс-альбома группы: «Rasputin — Lover of The Russian Queen» (2021) и «The Magic of Boney M. — Special Remix Edition» (2022), а также несколько цифровых синглов с ремиксами главных хитов афро-карибской четвёрки.

### Eruption
В 1977 году Франк обращает внимание на малоизвестную в то время британскую соул-группу Silent Eruption с солисткой Прешес Уилсон. Предложив им сотрудничество с Hansa Records, он создаёт ещё один успешный проект Eruption. Группа достигла вершин хит-парадов в США, Великобритании, Германии и других стран со своими каверами I Can’t Stand the Rain и One Way Ticket. По всему миру было продано более 60 миллионов альбомов, синглов, аудио- и видеокассет с записями Eruption.
В 1979 году Прешес Уилсон покинула группу, начав сольную карьеру под руководством того же Фариана. С 1980 по 1984 год они выпустили 4 альбома и целый ряд синглов. Одновременно Eruption также продолжали свою деятельность. На смену Прешес в группу пришла солистка Ким Дэвис, которая успела записать лишь один альбом Fight Fight Fight (1980). Вскоре после этого Ким Дэвис погибла в результате дорожного инцидента. Третьей солисткой в группе стала Джейн Йохен (Jane Jochen). В составе Eruption она сделала в начале 1980-х годов записи нескольких синглов на студии Фариана «FAR Studios Rosbach». Тогда же на Hansa Records был выпущен сборник лучших композиций группы. После этого музыканты Eruption записали сопровождение для сольной программы участника Boney M. Бобби Фаррэлла, с которой он впоследствии сделал большой клубный тур и снялся в специальном шоу «Crazy Bobby» на польском телевидении.
После окончания контракта с Франком Фарианом Eruption выпустили ещё пару синглов и альбом Our Way (1983) на лейбле другого известного немецкого продюсера Ральфа Зигеля Jupiter Records. В 1985 группа была расформирована. Однако спустя 10 лет музыканты воссоединились для проведения целого ряда клубных туров по странам Европы. В 1997 году Eruption выступили в престижном московском клубе «Утопия». В феврале 2005 года состоялся большой Open Air концерт Eruption и Джейн Йохен в пригороде Берлина.
В то же время активную гастрольную деятельность продолжает Прешес Уилсон, имеющая юридические права на марку Eruption feat. Precious Wilson. Она уже неоднократно выступала со своими шоу в России (как сольными, так и с программой из репертуара Eruption), например, в рамках популярных фестивалей Дискотека 80-х, которые ежегодно проводит «Авторадио» в Москве и Санкт-Петербурге, а также Легенды Ретро FM.
В августе 2016 года, в рамках празднования 75-летия Фрэнка Фариана, британский лейбл BBR выпустил два коллекционных ремастированных CD-альбома Eruption feat. Precious Wilson («I Can’t Stand The Rain» / 1977 и «Leave A Light» / 1979), снабдив их информативными буклетами и дополнительными треками редких записей группы, ранее недоступных на CD. Затем на CD был впервые переиздан сборник оригинальных хитов The Best Of Eruption (1981), также дополненный бонус-материалами и первый сольный альбом Прешес Уилсон «On The Race Track» (1980). В августе 2022 года была выпущена лимитированная партия альбома Eruption "Leave A Light" на зелёном виниле.

### Far Corporation
Одно из начинаний Франка — супергруппа «Far Corporation», название состоит из первого слога его сценической фамилии. Коллектив стал известен после того, как вошёл в Top 10 британского хит-парада, достигнув 8 места в октябре 1985 года с оригинальной обработкой песни Stairway to Heaven группы Led Zeppelin. В том же году последовал выпуск довольно успешного альбома Division One, выдержавшего несколько переизданий как на виниле, так и на CD (в том числе специальный релиз для Японии, выпущенный в 2010-х годах).
В 1987 году предполагался к выходу второй альбом группы, но  вместо это Far Corporation выпустили лишь несколько синглов. После продолжительного перерыва, в 1994 году, когда Фариан праздновал 25-летие своей карьеры в качестве продюсера, был, наконец, выпущен новый альбом Solitude. Это была весьма качественная работа, хоть и не принесшая большой коммерческой прибыли. В 2019 году рекорд-лейбл Фариана MCI и его дистрибютер Sony Music переиздали оба студийных альбома Far Corporation на виниле. Новый принт является специальным изданием как двойной LP с суперобложкой.
В 1986 году Фариан привлёк нескольких участников Far Corporation к производству альбома Blind Before I Stop известного рок-исполнителя Meat Loaf. Продюсеру принадлежит и бэк-вокал в нескольких треках, а также его голос звучит на первом сингле из этого альбома Rock’n’Roll Mercenaries. Несмотря на умеренный успех в год выхода Blind Before I Stop, сегодня он считается одним из самых недооценённых альбомов в истории рок-музыки. Альбом регулярно переиздаётся как на CD, так и на виниле.

### Milli Vanilli
В 1988 году новый студийный проект Фариана Milli Vanilli начал покорять мировые чарты. К концу 1989 года это стало бестселлером в США, затмив даже «поп-короля» Майкла Джексона (впечатлённый таким успехом, Майкл Джексон лично звонил Фариану и просил рассмотреть вопрос о возможности их совместной работы). За первый же альбом Milli Vanilli получили 3 награды American Music Award и Grammy как лучший дебютный проект. Успеху способствовали танцоры Fab Morvan и Rob Pilatus, певшие под фонограмму вокалистов группы Фариана.
Позже, в ноябре 1990, Франк Фариан выступил с разоблачением своего детища, что породило самый большой скандал в истории музыкальной индустрии. Танцоры, которые пытались уйти из-под контроля продюсера, были вынуждены вернуть Grammy. В настоящее время в США и Европе запущено сразу 4 кинопроекта, основанных на этой сенсационной истории. Предполагается, что до 2025 года на экраны выйдут два художественных (американский и немецкий) и два документальных фильма. Документальный байопик "Milli Vanilli" американского режиссёра Люка Корема дебютировал на кинофестивале Tribeca в Нью-Йорке 10 июня 2023, а с ноября того же года доступен на стриминговом медиасервисе Paramount+.en:Milli Vanilli (film)
Одна из крупнейших европейских независимых кинокомпаний LEONINE Studios анонсировала международную премьеру байопика "Girl You Know It's True" о Milli Vanilli на 21 декабря 2023 года, которая прошла с большим успехом. 19 января 2024 байопик был удостоен основных призов Баварской киноакадемии Bayerischer Filmpreis в номинациях "Лучший фильм" и "Лучший дебют" для главных актёров Тиджана Нджи и Элана Бен Али.en:Girl You Know It's True (film) Также было объявлено, что история Milli Vanilli будет отражена в 7-серийном документальном сериале о карьере Фрэнка Фариана в музыкальном бизнесе. Его выход планируется на стриминговой медиаплатформе Netflix.
За свою двухлетнюю карьеру поп-дуэт Фариана сумел продать более 44 миллионов альбомов и синглов по всему миру.  Продолжением проекта Milli Vanilli стали группы The Real Milli Vanilli () с альбомом The Moment Of Truth (1991) и Try’NB () (1992) с альбомом «Sexy Eyes».
В 2006—2007, 2009 и 2013 годах вышло 4 новых переиздания лучших композиций «первого состава» Milli Vanilli на лейблах MCI/Sony BMG, MCI/Sony Music и Camden. Выход биографического фильма о Milli Vanilli сопровождался новым переизданием их альбома суперхитов (2023) и саундтрека к фильму "Girl You Know It's True" (2023). Также запланирован выпуск нереализованных треков с альбома M.V. «Back And In Attack», который Фариан записал в 1997 году вместе с прежними танцорами (на сей раз уже поющими) и другими участниками проекта M.V. Однако смерть Роба Пилатуса от наркотического отравления (2 апреля 1998 г.) поставила крест на реанимации суперуспешного проекта.

### La Bouche
После скандала с Milli Vanilli Фариан занялся продюсированием двух других танцевальных групп — La Bouche и Le Click. В 1996 году к ним прибавился поп-проект No Mercy. Все 3 коллектива (особенно La Bouche и No Mercy) имели в своём активе сильные хиты, которые достигли высоких позиций в США и других странах. За эти проекты Франк Фариан также получил множество наград в виде золотых и платиновых дисков. La Bouche получили высшую музыкальную награду Германии Echo Awards, и, к тому же, отличились тем, что их суперхит Be My Lover оказался самым ротируемым треком на радиостанциях США. В этой стране группа стала обладательницей награды ASCAP, а также премии MTV Award как лучший танцевальный проект.

### No Mercy
Американское мужское трио No Mercy , в состав которого вошли трое молодых людей с латиноамериканскими корнями — ещё один известный проект Фариана. Центральной фигурой в коллективе стал вокалист и гитарист-виртуоз Марти Синтрон (Marty Cintron), перебравшийся в Майами из нью-йоркского Бронкса. Во время одного из выступлений Марти в клубе «Ocean Drive», его заметил Фариан и пригласил в свою германскую студию для пробных записей. После того, как был получен потенциально кассовый музыкальный материал, Фарианом было принято решение создать сексапильное «латинос-трио», и к проекту присоединились выходцы с Кубы, ныне проживающие в США, братья Ариэль и Габриэль Эрнандес (Ariel & Gabtiel Hernandez). Оба уже не были новичками в шоу-бизнесе, успев поработать с такими звёздами как Prince в качестве танцовщиков его шоу-балета.
Дебютный сингл латиноамериканцев «Where Do You Go» (чуть ранее эта композиция Фариана была записана его же проектом La Bouche) достиг высоких результатов в международных чартах (в том числе США). Далее последовал выпуск целого ряда синглов и двух коммерчески успешных альбомов — «My Promise» и «More». В 2003 году ещё один протеже Фариана, «латинский принц» Даниэль Лопес  (Daniel Lopes — экс-участник поп-дуэта D.J. и звезда первого сезона (2003) популярного в Германии телешоу DSDS) сделал совместную с No Mercy запись песни «Summer Angel» для своего дебютного альбома «For You». В 2007/2008 годах медиагигант Sony BMG выпустил два переиздания компиляции с лучшими песнями No Mercy.
По окончании контракта с Фарианом, музыканты подписали соглашение с одним из независимых австралийских лейблов , на котором в 2007—2008 годах вышли новые синглы и альбом. В настоящее время фронтмен Марти Синтрон выпускает новый материал самостоятельно, основав собственный лейбл. . В 2021 году, в связи с празднованием 80-летнего юбилея Фрэнка Фариана, No Mercy воссоединились в оригинальном составе со своим продюсером для записи специального трека Cherish (The Life) / Rivers of Babylon (MashUp Mix) и одноимённого видео. Вместе с ними в записи приняла участие одна из дочерей Фариана, 23-летняя Янина, которая в конце 2000-х выступала в детской  поп-группе Daddy Cool Kids. Также стало известно, что Фрэнк Фариан работал с No Mercy над новым материалом и планировал выпуск их очередного альбома. После смерти продюсера 23 января 2024 было объявлено, что работу над новыми проектами завершат его коллеги, Фонд Фрэнка Фариана и Sony Music.https://www.sonymusic.de/frank-farian-1941-2024/

### Ma Belle
R’N’B трио по формуле 2+1. Проект, записавший в 1998 году единственный сингл Do It. Солисты группы также принимали участие в записи бэк-вокалов других проектов Фариана, а также выступали как группа вокальной поддержки на концертах.

### Chilli
В 1997 году новый проект Фариана, получивший название Chilli (трио латиноамериканок), завоевал чарты многих стран со своей версией бразильской мелодии «Tic,Tic Tac», оригинальным исполнителем которой была группа Carrapicho. Для продвижения на международный рынок Фариан пригласил этих бразильских музыкантов в Европу, где записал их совместный альбом с Chilli — «Dance To Boi Bumba». Сингл «Tic, Tic Tac»  стал международным бестселлером (№ 1 во Франции и Бразилии, попадание в Top-10 многих других стран). Мелодия полюбилась слушателям на всех континентах. На эту песню было сделано множество кавер-версий. На территории бывшего СССР стала особенно популярной кавер-версия в исполнении Мурата Насырова («Мальчик хочет в Тамбов»). Русский текст, однако, совершенно не соответствовал тексту оригинала. Группа Chilli в конце 90-х однажды побывала в России, приняв участие в большом международном дэнс-фестивале, проводившемся в Москве. Другим известным синглом коллектива стала кавер-версия хита итальянской певицы и актрисы Рафаэллы Карры «A far l’amore comincia tu» (англ. «Do It, Do It Again»), получившая в новом англоязычном варианте название «Say I’m Your № 1».

### Мюзикл Daddy Cool
18 августа 2006 г. стартовал мюзикл Daddy Cool () на площадке лондонского театра Шафтсбери, продюсерами которого выступили Франк Фариан и Роберт Макинтош (брат знаменитого мюзикл-продюсера Кэмерона Макинтоша).
Телеканал Euronews в своём специальном репортаже программы Le Mag отметил, что Фариан является первым и пока единственным немецким продюсером, сумевшим проникнуть в весьма закрытый мир лондонского Вест-Энда ("Мекки" театральной жизни Великобритании).
Шоу получило солидный бюджет в 5 млн евро, звёздный состав актёров, и собрало массу оптимистичных отзывов. Мюзикл построен на основе композиций таких проектов Фариана как Boney M (75 % репертуара постановки), Milli Vanilli, Eruption, No Mercy и La Bouche. На официальной лондонской премьере (21 сентября 2006 г.) присутствовало 1300 гостей, среди которых были такие звёзды как Джордж Майкл, Клифф Ричард, Фил Коллинз и другие знаменитости. С 24 апреля 2007 г. мюзикл в течение 2-х месяцев демонстрировался в Берлине в рамках европейского турне. Специально для гастрольного тура мюзикла был сконструирован уникальный мобильный театр Boney M. Theater Palast (), самое большое из подобных сооружений в Европе.
Берлинская премьера () была ещё более масштабной (), чем в Лондоне. Среди именитых гостей можно было заметить Клауса Майне (лидер-вокалист Scorpions), известного немецкого комика Отто Ваалкеса, звезду травести-шоу Оливию Джонс и т. д. Одновременно с премьерой в Германии MCI/Sony BMG выпустили роскошный CD-альбом с саундтреком Daddy Cool (). В конце 2009 года российское отделение Sony Music выпустило упрощённый вариант альбома (без буклета) для дистрибуции на территории СНГ.
В том же 2007 Франк совместно с британскими продюсерами Натаном Томасом и Карлом Коксом написал песню Doin' Fine. Песня, отмеченная как «трибют звучанию Boney M.», содержит струнные аранжировки, напоминающие мегахит 1976 г. Daddy Cool. Сингл стал N1 в европейском NRG-чарте. Голос принадлежит австралийскому певцу Питеру Уилсону . Позже одна из микс-версий «Doin' Fine» была опубликована на его альбоме «Follow Me» (сентябрь 2007). Альбом вошёл в TOP5 европейского дэнс-чарта. В 2008 году «Doin' Fine» была перезаписана диско-дивой Амандой Лир (Amanda Lear) с помощью той же продюсерской команды. Композиция вошла в новый альбом певицы, который выпустил лейбл Clone Records.
14 марта 2008 года на пресс-конференции в Москве, которая прошла в отеле Балчуг-Кемпински, Франк Фариан объявил, что намерен показать мюзикл Daddy Cool в столице России. Московская премьера мюзикла должна была ознаменовать 30-летнюю дату первых сенсационных гастролей Boney M. в СССР. (). Однако политико-экономические реалии сегодняшней России помешали осуществлению этих планов.
Премьера голландской версии мюзикла состоялась 25 сентября 2011 года. (), после чего последовал успешный полугодичный тур по крупнейшим городам Нидерландов и Бельгии. Испанская премьера состоялась 29 июня 2012 года. Шоу демонстрировалось в Trui Teatre, расположенном в «туристической Мекке» острова Мальорка — городе Пальма-де-Мальорка. (). Впервые в истории развлекательной индустрии этого международного курорта была организована рекламная кампания по привлечению туристов со всей Европы. Партнёром мюзикла выступила одна из крупнейших в то время европейских авиакомпаний Air Berlin.
6 ноября 2015 мюзикл стартовал на сцене Le Theatre Kriens-Luzern (Швейцария) 
С февраля по ноябрь 2017 года состоялось большое турне мюзикла по городам Австрии, Швейцарии, Германии, а также в Люксембурге. Гастроли были приурочены к 40-летию начала мирового триумфа Boney M.  В 2024 году немецкая театральная компания Frank Serr Showservice организовала новый европейский тур музыкального шоу под названием «Tribute to Boney M.», основанного на сюжете мюзикла. Гастроли приурочены к 50-летию создания проекта Boney M.

### Daddy Cool Kids
Проект Франка Фариана, запущенный в конце 2007 года, был задуман как трибьют Boney M. Эта формация, в состав которой вошла четвёрка высокоодарённых детей, начала свою карьеру с исполнения модернизированных версий хитов своего знаменитого прототипа. Первый трек Mary's Boy Child/Oh My Lord был опубликован в качестве бонуса на ремастированной рекомпиляции рождественских хитов Christmas With Boney M. После успеха диска во многих странах, MCI/Sony BMG выпустили новый сингл Daddy Cool Kids «School’s Out» (в 2-х вариантах, включающих караоке — версию и видеотрек)  летом 2008 года. Сингл Daddy Cool Kids (DCK) «School’s Out» вошёл в топ-листы Австрии, Швейцарии и Германии . Осенью 2009 года MCI и Sony Music опубликовали новый трек Daddy Cool Kids под названием «Show Me What You’ve Got» на сборнике хитов различных проектов Фариана «Produced by Frank Farian» (vol.1). Компиляция реализовывалась только через немецкую торговую сеть METRO.  20 ноября 2009 года в продажу поступил альбом DCK «School’s Out», содержащий 15 треков.  В состав Daddy Cool Kids входила дочь Фариана, Янина, которая впоследствии приняла участие в записи бонус-треков для юбилейной ремикс-компиляции Boney M. «Rasputin — Lover of the Russian Queen» (2021). Альбом распространяется через платные цифровые платформы iTunes, Apple Music и т. д.

### ZZ Queen
В начале 2010 года Франк Фариан приступил к созданию нового проекта, который первоначально получил название B.B.Queen. Никакой утечки в прессу о ходе работы не допускалось. Впоследствии выяснилось что группа, в итоге, была переименована в ZZ Queen и базируется в Майами (США). Главной солисткой является американская соул-певица Бьянка Кларк под сценическим псевдонимом ZZ Queen. В феврале 2011 года был опубликован дебютный трек ZZ Queen «Be Bop A Lula» (House Mix / Radio Edit) на альбомах Boney M. GOES CLUB и Boney M. ULTIMATE 2.0., выпущенных на рекорд-лейбле Фариана MCI. Группа представляет собой квартет, состоящий из трёх темнокожих женщин и трансвестита, играющего на ударной установке. Был записан пилотный сингл «Be Bop A Lula» и снято одноимённое видео. Позже появилась информация, что по семейным обстоятельствам Бьянка Кларк была вынуждена прервать свою работу в ZZ Queen на продолжительный период и проект был заморожен.
В 2016 году Бьянка Кларк приняла участие в записи вспомогательных вокальных партий для проекта Фариана Boney M. feat. Liz Mitchell and Friends «World Music for Christmas».

### World Music for Christmas
Своё 75-летие (18/07/2016) Фрэнк Фариан отметил выпуском рождественского спецпроекта под маркой Boney M. & Friends «World Music for Christmas». В интервью ряду европейских СМИ продюсер раскрыл некоторые детали новой работы: "Это большой вызов. Глобальный международный проект с участием артистов из разных стран. Самые знаменитые этнические мотивы последних 200 лет со всех уголков Земли — от «El Condor Pasa», пришедшей с подножия Анд, до казачьего хора с бескрайних степей Евразии. В этом проекте также заняты мои давние коллеги, например Лиз Митчелл (Liz Mitchell) из Boney M." Выход альбома состоялся 10 ноября 2017 года. 

## Последние годы, болезнь и смерть
80-летний юбилей продюсера был ознаменован сенсационным успехом хита Boney M. «Rasputin» в соцсетях, особенно на молодёжной платформе TikTok спустя 43 года после первой публикации. Благодаря этому песня вернулась в мировые чарты (как оригинал, так и новая версия от британского DJ Majestic). Сингл получил золотой и платиновый статус в целом ряде стран, включая Великобританию. Песня также вошла в официальный плейлист Чемпионата Европы по футболу 2020 (из-за пандемии был перенесён на 2021 год).
В течение нескольких месяцев доходы Фариана лишь за один этот трек составили порядка 200.000 долларов США. В интервью немецким масс-медиа продюсер заявил, что организует собственный фонд, который будет распределять поступающие от продаж средства на благотворительные цели. 
К своему 80-летию продюсер подготовил несколько сюрпризов для поклонников своего творчества. Было объявлено о скором выходе двойного ремастированного CD с записями его самой первой рок-н-ролльной группы «Frankie Farian und die Shatten», а также начале съёмок художественного фильма о нашумевшем проекте Milli Vanilli  и телесериале об истории проекта Boney M. (его премьера планируется на медиаплатформе Netflix) . Параллельно в США было также объявлено о подготовке сразу двух биографических фильмов о проекте Фариана Milli Vanilli (один художественный  и один документальный ). Кроме того, в середине мая 2021 года вышел цифровой релиз нового ремикс-альбома Boney M. «Rasputin — Lover of the Russian Queen», который распространяется через платные цифровые платформы Apple Music, iTunes, Spotify и т. д. О планах его издания на физических носителях пока не сообщалось.
В связи с 80-летним юбилеем продюсера многие мировые СМИ посвятили репортажи и специальные программы его творчеству. Крупнейшая германская телесеть ARD 1 июля 2021 года презентовала новый документальный фильм о Фариане , а 10 июля состоялся его повторный показ.
Дипломированный шеф-повар Франц Ройтер (он же Франк Фариан) стал одним из самых успешных музыкальных продюсеров мира (согласно сообщению германского агентства DPA входит в первую десятку). За свою карьеру Фариан продал более 900 миллионов звуконосителей.  Имеет престижные награды за выдающиеся достижения в музыкальной индустрии, в том числе 3 American Music Award, германский аналог Grammy — Echo, несколько наград Goldene Europa, британские Carl Alan Award, Brit Award и т. д. Он сотрудничал с такими грандами мировой поп-рок сцены как Mike Oldfield, TOTO, Теренс Трент Д’Арби, Meat Loaf, Peter Hofmann, Sydne Rome, Stevie Wonder, Supermax и многими другими. В интервью германским СМИ в апреле 2007 года Фариан сказал относительно своих творческих планов: «Я не успокоюсь, пока не достигну миллиарда». Медиагигант Sony Music продолжает успешно продавать альбомы, синглы и видеопрограммы компании Фариана MCI  миллионными тиражами по всему миру.
В 2022 году Франц Ройтер перенёс операцию по замене сердечного клапана. Это продлило ему жизнь на 2 года, однако во второй половине 2023 его здоровье стало ухудшаться. По заявлению производственного координатора компании Фариана FAR Music GmbH Ингрид Сегит немецкой газете Bild, "в последнее время он физически ослаб, но был полон творческой энергии". Члены семьи Франца Ройтера сообщили, что "он работал в студии до последнего дня и тихо скончался во сне" в своём доме в Майами (Флорида, США) 23 января 2024.
В некрологе немецкого подразделения Sony Music говорится, что у продюсера были большие планы на будущее. Его рекорд-лейбл MCI готовился к изданию неопубликованного альбома проекта MILLI VANILLI, новых записей поп-трио NO MERCY, а также велась подготовка к запуску нового мюзикла. Эту работу завершат сотрудники компании Фариана, его благотворительный фонд и Sony Music. Музыкальное наследие Франца Ройтера огромно, в архивах хранится большое количество неизданного материала, поэтому на многие годы вперёд запланированы публикации его каталога.

## Дискография

### Альбомы
- 1972 Frank Farian — So Ein Tag
- 1973 Frank Farian — So Muss Liebe Sein
- 1975 Gilla — Willst Du Mit Mir Schlafen Geh’n
- 1976 Frank Farian — Rocky
- 1976 Benny — Amigo Charly Brown
- 1976 Boney M. — Take The Heat Off Me
- 1976 Gilla — Zieh Mich Aus
- 1977 Gilla — Help Help
- 1977 Boney M. — Love For Sale
- 1977 Eruption — I Cant Stand The Rain
- 1978 Frank Farian — Star Discothek (compilation)
- 1978 Boney M./Eruption/Gilla — Super Disco Party
- 1978 Gilla — Bend Me Shape Me (Help Help + bonustracks)
- 1978 Boney M. — Nightflight To Venus
- 1979 Eruption — Leave A Light
- 1979 Boney M. — Oceans Of Fantasy
- 1980 Eruption — Fight Fight Fight
- 1980 Boney M. — The Magic Of (compilation)
- 1980 Eruption — The Best Of
- 1980 Precious Wilson — On The Race Track
- 1980 Gilla — I Like Some Cool Rock n Roll
- 1981 Boney M. — Boonoonoonoos
- 1981 Boney M. — Christmas Album
- 1982 Precious Wilson — All Coloured In Love
- 1983 Precious Wilson — Red Light (All Coloured In Love + different tracks)
- 1983 Sydne Rome — Aerobic Fitness Dancing
- 1983 La Mama — Voulez Vouz Coucher Avec La Mama
- 1983 Precious Wilson & La Mama — Funky Fingers medley
- 1983 MAD — 28 Superhits For Dancin'
- 1984 Boney M. — 10.000 Lightyears
- 1984 Boney M. — Kalimba De Luna
- 1984 Boney M. — Fantastic Boney M. (Die Grossen Erfolge)
- 1985 Boney M. — Eye Dance
- 1985 Far Corporation — Division One
- 1986 Boney M. — The Best Of 10 Years (non stop remix)
- 1986 Meat Loaf — Blind Before I Stop
- 1986 Boney M. — The 20 Greatest Christmas Songs
- 1986 Boney M. — Die 20 Schonsten Weihnachtslieder
- 1987 Peter Hofmann — Rock Classics II
- 1988 Milli Vanilli — All Or Nothing
- 1988 Boney M. — Greatest Hits Of All Times — Remix ’88
- 1989 Milli Vanilli — All Or Nothing — US Remix Album
- 1989 Boney M. — Greatest Remix Of All Times vol 2 — Remix ’89
- 1989 The Touch with Terence Trent D’Arby — Early Works
- 1989 Jayne — Ambush In The Night
- 1990 Q — NRG.
- 1990 John Davis — Still Be Loving You
- 1991 The Real Milli Vanilli — The Moment Of Truth
- 1992 Try NB — Sexy Eyes
- 1992 Boney M. — Gold
- 1993 Nemorin — Creole Dance
- 1993 Boney M. — More Gold
- 1994 Eruption — Gold
- 1994 Various — Frank Farian: The Hitman
- 1994 Far Corporation — Solitude
- 1994 Various — Frank Farian: The Hit Collection (2CD)
- 1995 La Bouche — Sweet Dreams
- 1995 Mysterious Jay — Dog Without A Leash
- 1995 Baton Rouge — St. Annes Wheel
- 1996 No Mercy — My Promise
- 1996 La Bouche — All Mixed Up
- 1997 Carrapicho feat. Chilli — Dance To Boi Bumba
- 1997 La Bouche — A Moment Of Love
- 1998 No Mercy — More
- 1999 Boney M. 2000 — 20th Century Hits
- 2000 Gilla — Nur Das Beste, Die Grossten Hits
- 2000 Boney M. — 25 Jaar Na Daddy Cool (Netherlands)
- 2000 Boney M. — The Ultimate Collection (Belgium)
- 2000 Boney M. — The Complete Collection (Denmark)
- 2000 Boney M. — Boney M. And Their Most Beautiful Ballads
- 2000 Various — Frank Farian: The Hitman II
- 2001 Various — Frank Farian Summerhits
- 2001 Boney M. — Greatest Hits (UK)
- 2002 La Bouche feat. Melanie Thornton — The Best Of
- 2003 Daniel Lopes — For You
- 2003 Melanie Thornton — Memories: Her Most Beautiful Ballads
- 2004 Frank Farian — Stupid dieser Bohlen (6-CD hearbook)
- 2006 Milli Vanilli — Greatest Hits
- 2006 La Bouche — Greatest Hits
- 2006 Eruption — Greatest Hits
- 2006 No Mercy — Greatest Hits
- 2006 Boney M. — The Magic Of Boney M (compilation)
- 2006 Boney M. — The Magic Of Boney M (2CD Limited Edition)
- 2007 Boney M. — Take The Teat Off Me (remastered edition with bonus tracks)
- 2007 Boney M. — Love For Sale (remastered edition with bonus tracks)
- 2007 Boney M. — Nightflight To Venus (remastered edition with bonus tracks)
- 2007 Boney M. — Oceans Of Fantasy (remastered edition with bonus tracks)
- 2007 Boney M. — Boonoonoonoos (remastered edition with bonus tracks)
- 2007 Boney M. — 10 000 Lightyears (remastered edition with bonus tracks)
- 2007 Boney M. — Kalimba De Luna (new remastered edition)
- 2007 Boney M. — Eye Dance (remastered edition with bonus tracks)
- 2007 Boney M. — Christmas with Boney M. (remastered edition with bonus tracks)
- 2007 Precious Wilson + Eruption — Greatest Hits (CD re-release)
- 2007 La Bouche — Greatest Hits (CD re-release)
- 2007 No Mercy — Greatest Hits (CD re-release)
- 2007 Milli Vanilli — Greatest Hits (CD re-release)
- 2007 Daddy Cool — The Musical (Sound track)
- 2008 Boney M. — The Collection (3CD Box-set incl. rare tracks with maxi — singles version)
- 2008 Boney M. — Rivers Of Babylon (CD compilation incl. 2 rare tracks with maxi — singles version)
- 2008 Boney M. — Ultimate Boney M. Long Versions & Rarities vol.1
- 2008 Boney M. — Christmas Time
- 2008 Boney M. — The Complete Boney M. (9 CD Box-Set incl. DVD «Fantastic Boney M.» — 1979)
- 2008 Boney M. — In The Mix (digital remix’86 re-release)
- 2008 Boney M. — The Best 12" Versions
- 2009 Boney M. — The Best 12" Versions (russian release)
- 2009 Boney M. — Ultimate Boney M. Long Versions & Rarities Vol. 2
- 2009 Frank Farian — 40 Jahre ZDF Hitparade (compilation)
- 2009 Boney M. — Let It All Be Music — The Party Album (2CD)
- 2009 Boney M. — Ultimate Boney M. Long Versions & Rarities Vol. 3
- 2009 Milli Vanilli — Greatest Hits (steel box collection)
- 2009 Frank Farian — Produced by Frank Farian Vol. 1 (compilation)
- 2009 Boney M. America — The Party Album
- 2009 Boney M. GOLD — Greatest Hits (original masters) 3CD set
- 2009 Boney M. The Magic Of Boney M. (Blu-spec CD, RCA, Japan)
- 2009 DADDY COOL KIDS — School’s Out
- 2010 Boney M. — Die Party Box (3CD)
- 2010 Boney M. — This is Boney M. (compilation)
- 2010 Boney M. — Hit Story (4CD Box-set)
- 2010 Boney M. — Hit Mix (digital non-stop remix)
- 2010 Boney M. — Feliz Navidad (2CD Christmas compilation)
- 2011 Boney M. GOES CLUB — Barbra Streisand
- 2011 Boney M. — ULTIMATE 2.0 (2CD)
- 2011 Boney M. — Der Hitmix
- 2011 Boney M. — ZDF Kultnacht Presents: Boney M. (DVD)
- 2011 Benny — Bin Wieder Frei! Die Grossen Party Hits (compilation)
- 2011 Boney M. — Original Album Classics (5CD’s with original albums 1976—1981)
- 2011 Boney M. — The Complete DVD Collection (3DVD)
- 2012 Boney M. — Best of DISCO (compilation)
- 2012 Boney M. — The Collection (3CD, reprint)
- 2012 Boney M. — Die Party Box (3CD)
- 2013 Boney M. — 2 in 1 — In The Mix / The Best 12inch Versions (2CD)
- 2013 Boney M. — All Time Best-Reclam Musik Edition
- 2013 Boney M. — Music & Video Stars (CD+DVD)
- 2013 Boney M. — Un’Ora Con (Columbia/Sony Music, Italy)
- 2013 Boney M. — Platinum Hits (Music Club Deluxe, UK)
- 2013 Boney M. — Hits and Classics Flashback (3CD, MCI/Sony Music Italy)
- 2014 Boney M. — Die Grosse HIT-collection (Sony Music Germany)
- 2015 Boney M. — DIAMONDS (40th Anniversary Edition) (3CD, MCI/Sony Music)
- 2015 Boney M. — DIAMONDS (40th Anniversary Edition FAN BOX) (3CD+DVD+LP+T-Shirt+stickers, MCI/Sony Music)
- 2016 Eruption feat. Precious Wilson — I Can’t Stand The Rain (Collectors remastered edition/BBR)
- 2016 Eruption feat. Precious Wilson — Leave A Light (Collectors remastered edition/BBR)
- 2016 Boney M. — Special Hit Edition (2CD/Sony Music Catalog)
- 2017 Eruption — Best of Eruption (Collectors remastered edition/BBR)
- 2017 Boney M. — Complete 9LP BOX-SET (Sony Music)
- 2017 Boney M. & Friends — 2CD Compilation (Sony Music Entertainment)
- 2017 Boney M. feat.Liz Mitchell and Friends — WorldMusic for Christmas (MCI/Sony Music)
- 2019 Boney M. — GOLD — 3CD Compilation (Crimson, UK)
- 2021 Boney M. — Rasputin - Big And Strong: The Greatest Hits of Boney M. (Sony Music, digital)
- 2021 Boney M. — Rasputin - Lover of the Russian Queen (The 2k21 Remixes) (Sony Music, digital)
- 2022 Boney M. — The Magic of Boney M. (incl. new remixes + unreleased track) CD/2LP (MCI/Sony Music)
- 2023 MILLI VANILLI — The Best of Milli Vanilli / 35th Anniversary (MCI/Sony Music) CD/2LP
- 2023 GIRL, YOU KNOW IT'S TRUE — Soundtrack for the biopic "Girl, You Know It's True" (MCI/Sony Music/Leonine Studios) CD/2LP

### Синглы
- 1964 Frankie Farian & die Schatten — Shouting Ghost / Raw-hide Bauer
- 1964 Frankie Farian & die Schatten — My World Is Gipsy / Show Me Now
- 1964 Frankie Farian & die Schatten — Yakety Yak / Ein Herz Aus Stein
- 1965 Frankie Farian & die Schatten — Under The Boardwalk / Mickey’s Monkey
- 1966 Frankie Farian & die Schatten — Mr. Pitiful / Will You Ever Be Mine
- 1969 Copains — Hello Mary Lou / Happy-Go-Lucky
- 1969 Frank Farian — Dana My Love
- 1970 Frank Farian — Ein Neuer Stern Geht Auf
- 1971 Frank Farian — Du Bist Wunderbar
- 1971 Frank Farian — Morgens, Mittags, Abends — Barbara
- 1972 Frank Farian — Gold In Acapulco
- 1972 Frank Farian — Leg Den Kopf An Meine Schulter
- 1973 Frank Farian — Was Kann Schoner Sein
- 1973 Frank Farian — So Muss Liebe Sein
- 1974 Frank Farian — Bleib Bei Mir (Vado Via)
- 1974 Benny — Du Bist Sechzehn
- 1975 Gilla — Mit Ist Kein Weg Zu Weit
- 1975 Frank Farian — An Mir Soll Es Nicht Liegen
- 1975 Gilla & Seventy Five Music — Voulez Vous Coucher Avec Moi — Willst Du Mit Mir Schlafen Gehn
- 1975 Gilla — Lady Marmelade (Do You Want To Sleep With Me)
- 1975 Benny — Zwei Wie Wir
- 1975 Boney M. — Baby Do You Wanna Bump
- 1975 Benny — Heisse Roder Lassen Grossen (Du Bist Da)
- 1975 Gilla — Tu Es
- 1976 Frank Farian — Rocky
- 1976 Gilla — Why Don’t You Do It
- 1976 Benny — Amigo Charly Brown
- 1976 Frank Farian — Spring Uber Deinen Schatten, Tommy
- 1976 Gilla — Ich Brenne
- 1976 Gilla — Help Help
- 1976 Boney M. — Daddy Cool
- 1976 Gilla — Johnny
- 1976 Liz Mitchell — Got A Man On My Mind
- 1977 Boney M. — Sunny
- 1977 Gilla — Zieh Mich Aus
- 1977 Boney M. — Ma Baker
- 1977 Gilla — Gentlemen Callers Not Allowed
- 1977 Boney M. — Belfast
- 1977 Eruption — I Can’t Stand The Rain
- 1978 Benny & Copains — Skate Board
- 1978 Boney M. — Rivers Of Babylon / Brown Girl In The Ring
- 1978 Gilla — Bend Me Shape Me
- 1978 Eruption — Party Party
- 1978 Boney M. — Rasputin / Painter Man
- 1978 Gilla — Rasputin (Deutsche Version)
- 1978 Eruption — Leave A Light
- 1978 Telephone — Dana My Love
- 1978 Boney M. — Mary’s Boy Child/Oh My Lord / Dancing In The Streets
- 1979 Boney M. — Hooray! Hooray! It’s A Holi- Holiday
- 1979 Eruption — One Way Ticket
- 1979 Gilla — We Gotta Get Out Of This Place
- 1979 Boney M. — El Lute / Gotta Go Home
- 1979 The Original Trinidad Steel Band — Ride Your Pony
- 1979 Boney M. — Let It All Be Music / Oceans Of Fantasy (promo)
- 1979 Eruption — Sweet Side
- 1979 Precious Wilson — Hold On I’m Coming
- 1979 Boney M. — Bahama Mama / I’m Born Again
- 1980 Gilla — Cool Rock ‘n’ Roll
- 1980 Eruption — Go Johnny Go
- 1980 Marcia Barrett — You (produced by John Edmed for Far Music Production)
- 1980 Gilla — Go Down Mainstreet
- 1980 Boney M. — I See A Boat On The River / My Friend Jack
- 1980 Eruption — You (You Are My Soul)
- 1980 Boney M. — Children Of Paradise / Gadda Da Vida
- 1980 Gilla — Tom Cat
- 1980 Precious Wilson — Cry To Me
- 1980 Boney M. — Felicidad (Margharita) / Strange
- 1980 Boney M. — Strange (released only in Holland)
- 1980 Eruption — Runaway
- 1980 Precious Wilson — We Are On The Race Track
- 1980 Telephone — Simple Song / Higher
- 1981 Boney M. — Malaika / Consuela Biaz
- 1981 Boney M. — We Kill The World (Don’t Kill The World)
- 1981 Precious Wilson — I Need You
- 1981 Gilla — Cigarillo
- 1981 Boney M. — Little Drummer Boy / 6 Years Of Boney M. Hits (Boney M. On 45)
- 1981 Boney M. — White Christmas (released only in Spain)
- 1982 Eruption — Up And Away
- 1982 La Mama — Elephant Funk
- 1982 La Mama — Chanson D’Amour
- 1982 Precious Wilson — I Don’t Know
- 1982 Boney M. — The Carnival Is Over / Going Back West
- 1982 Harry Baierl — Serengeti (produced by Helmut Rulofs for Far Music)
- 1982 Precious Wilson — Raising My Family
- 1982 La Mama — Voulez Vous Coucher Avec Moi (Lady Marmelade)
- 1982 Boney M. — Zion’s Daughter
- 1983 Precious Wilson — Let’s Move Aerobic / Red Light
- 1983 MAD — The Bushman
- 1983 Boney M. — Jambo (Hakuna Matata)
- 1984 Precious Wilson — Funky Fingers (Medley)
- 1984 Boney M. — Somewhere In The World / Exodus
- 1984 Boney M. — Kalimba De Luna
- 1984 Boney M. feat. Bobby Farrell & School Rebels — Happy Song
- 1984 Bobby Farrell & School Rebels — Happy Song
- 1985 Frank Farian Corporation — Mother & Child Reunion
- 1985 Reggie Tsiboe — A Flame Is A Light / Mother & Child Reunion
- 1985 Jayne Collins — Madonna’s Eyes
- 1985 Boney M. — My Cherie Amour
- 1985 Bobby Farrell — King Of Dancin’
- 1985 Boney M. — Young Free And Single
- 1985 Far Corporation — Stairway To Heaven
- 1986 Boney M. — Daddy Cool (Anniversary Recording)
- 1986 Far Corporation — Fire And Water
- 1986 Boney M. — Bang Bang Lulu
- 1986 Far Corporation — One By One
- 1987 Far Corporation — One By One (IMP/Hansa)
- 1987 Top Deck — Dreadlock Holiday
- 1987 Far Corporation — Sebastian
- 1988 Milli Vanilli — Girl You Know It’s True
- 1988 Kirsty Shaw — Yummy Yummy Yummy
- 1988 G-Spot — Bam Bam Ba Ba Bam
- 1988 Eruption feat. Precious Wilson — I Can’t Stand The Rain ‘88
- 1988 Boney M. — Megamix
- 1988 Boney M. — Rivers Of Babylon ’88 / Mary’s Boy Child/Oh My Lord ‘88
- 1989 Milli Vanilli — Baby Don’t Forget My Number
- 1989 Jayne — In My House
- 1989 L.A. News — Two Of Us
- 1989 Milli Vanilli — Blame It On The Rain
- 1989 Boney M. — The Summer Mega Mix
- 1989 Milli Vanilli — Girl I’m Gonna Miss You
- 1989 Boney M. — Malaika ‘89
- 1989 John Davis — Who Do You Love (IMP/Polydor) (10/89)
- 1990 Q — Movin Sensitive
- 1990 Milli Vanilli — All Or Nothing
- 1990 Jayne — There’s A Light
- 1990 John Davis — Still Be Loving You
- 1990 Kikkit — Kikkit
- 1990 Bel Air — Pillow Talk
- 1990 Boney M. feat. Liz Mitchell — Stories
- 1990 Milli Vanilli — Keep On Running
- 1991 Real Milli Vanilli — Too Late (True Love)
- 1991 Liz Mitchell — Mocking Bird
- 1991 Real Milli Vanilli — Nice ‘n Easy
- 1991 Marlon B. — Da La De La
- 1991 Joan Faulkner — Groove Me
- 1991 King F.S. feat. True — Brand New Dance
- 1992 Try ‘N’ B — Sexy Eyes
- 1992 Cool & Joy — Bolingo (Love, Love, Love)
- 1992 Lori Glori — Body-N-Soul
- 1992 Try ‘N’ B — Tell Me Where It Hurts
- 1992 Boney M. — Christmas Megamix
- 1992 Boney M. — Boney M. Megamix
- 1993 Nemorin — It Feels Good to Be Loved
- 1993 Boney M. — Brown Girl In The Ring ‘93
- 1993 Nemorin — It Feels Good To Be Loved (Rapino Mixes)
- 1993 Marvin & Marcello — Get Down Beethoven
- 1993 Try ‘N’ B — Ding Dong
- 1993 Paris Red — Gotta Have It (From New York Straight To Paris)
- 1993 Unlimited Pleasure — The Hustle
- 1993 Jerry James — Under The Influence Of Love
- 1993 Boney M. — Ma Baker ‘93
- 1994 Eruption — One Way Ticket (remix ’94)
- 1994 Farian/McAuley — Ricky Don’t Lose That Number
- 1994 Far Corporation — Rainy Days
- 1994 Paris Red — Ain’t Nobody
- 1994 La Bouche — Sweet Dreams
- 1994 Boney M. feat. Liz Mitchell — Papa Chico
- 1994 Chill — I Was Made For Lovin’ You
- 1994 Lori Glori — Body-N-Soul ‘94
- 1994 La Bouche — Sweet Dreams (Euro Mixes)
- 1995 Baton Rouge — Sweet Little Persuader
- 1995 Mysterious Jay — Dog Without A Leash
- 1995 La Bouche — Be My Lover
- 1995 Loop feat. Katarina Witt, Melanie, Joan Faulkner & Linda Rocco — Skate With Me
- 1995 Nadja — Village In Space
- 1995 La Bouche — Be My Lover (Euro Remixes)
- 1995 La Bouche — Fallin’ In Love
- 1995 No Mercy — Missing
- 1995 La Bouche — I Love To Love
- 1995 P. & G. Wylder — Anima
- 1996 Joystick feat. Rebecca — I Can’t Wait
- 1996 No Mercy — Missing (Remixes)
- 1996 No Mercy — Where Do You Go
- 1996 Zorro — Anima Mia
- 1996 Streetnoise — A Horse With No Name (MCI release)
- 1996 La Bouche — Forget Me Nots (released only in Holland)
- 1996 No Mercy — Where Do You Go (All 8 Mixes)
- 1996 No Mercy — When I Die
- 1996 La Bouche — Megamix (released only in France)
- 1996 La Bouche — Bolingo (Love Is In The Air)
- 1996 Ricky Shayne — Anima Mia (exactly the same as Zorro, same artist, only this is his real name)
- 1997 Streetnoise — Love Is A Mystery (MCI release)
- 1997 No Mercy — Please Don’t Go
- 1997 No Mercy — When I Die / When I Die (spanish version) (US CD promo single)
- 1997 Chilli feat. Carrapicho — Tic Tic Tac
- 1997 No Mercy — Kiss You All Over / Bonita (remix)
- 1997 La Bouche — You Won’t Forget Me
- 1997 No Mercy — My Promise To You
- 1998 Ma Belle — Do It
- 1998 La Bouche — A Moment Of Love
- 1998 Chilli — Say I’m Your No. 1
- 1998 No Mercy — Hello How Are You
- 1998 Pipoca — Margarida Perfumada
- 1998 No Mercy — Tu Amor
- 1999 Boney M. (vs. Sash!) — Ma Baker ‘99
- 1999 Joan Faulkner — Groove Me ‘99
- 1999 La Bouche — S.O.S.
- 1999 No Mercy — More Than A Feeling
- 1999 Boney M. 2000 — Daddy Cool
- 1999 Fudge — Low Rider
- 1999 No Mercy — I Have Always Loved You (Hex Hector Radio Mix) (US CD promo single)
- 1999 Boney M. 2000 — Hooray! Hooray! — Carribean Night Fever
- 1999 Boney M. 2000 — Sunny ‘99
- 1999 La Bouche — All I Want
- 1999 No Mercy — Morena
- 1999 Andia feat. Desert Rose — 1001 Nights
- 1999 No Mercy — Where Is The Love
- 1999 Boney M. Feat. Regi (Milk Inc) — Rivers Of Babylon (remix 2000)
- 2001 Sweet Jam — Pick Up The Pieces
- 2001 D.J. — Kiss On My List
- 2001 Boney M. — Daddy Cool 2001
- 2002 Norissa — Never Too Late
- 2002 No Mercy feat. Al Di Meola — Don’t Let Me Be Misunderstood
- 2002 La Bouche — In Your Life
- 2003 Daniel Lopes — Shine On
- 2003 Daniel Lopes — I Love You More Than Yesterday
- 2005 Gift — Yummy Yummy Song
- 2006 Boney M. — The Magic Megamix
- 2008 Daddy Cool Kids — School’s Out (2 various versions inlcl. karaoke and video tracks)
- 2009 Boney M. feat. Sherita O. & Yulee B. «Felicidad America (Obama Obama)»
- 2010 Boney M. GOES CLUB — Barbra Streisand (digital single)
- 2015 Boney M. feat.Liz Mitchell — Song Of Joy (digital single)
- 2021 Majestic & Boney M. — Rasputin
- 2021 Frank Farian feat. Yanina — Cherish (Th Life) (digital single)
- 2021 Frank Farian / Boney M. / Yanina / No Mercy  — Cherish (The Life) / Rivers of Babylon (MashUp Mix) (digital single)
- 2021 Lizot x Boney M. — Daddy Cool (digital single)
- 2022 Steven Sugar Harding x Boney M. — Baby Do You Wanna Bump (digital single)
- 2022 Gerry Read x Boney M. — Ma Baker (digital single)
- 2023 Boney M. feat. Connor Price — Sunny (digital single)

## Влияние
В 1994 году российский певец Александр Новиков совместно с режиссёром Кириллом Котельниковым снял документальный фильм о Франке Фариане «О, этот Фариан!» («Oh, that Farian!»). По словам Новикова, съёмки проходили в Люксембурге и Германии, в фильм вошли уникальные интервью Фариана и материалы из его личного архива, однако по российскому телевидению фильм не был показан.
Музыка, произведённая рекорд-компанией Фариана, широко используется в рекламе, кинофильмах, спектаклях и мюзиклах. Ряд звёзд мировой величины в разное время отмечали, что на их творчество оказали влияние такие проекты как Boney M. и MILLI VANILLI. Среди них американская соул/диско группа Chic, автор песен, певица и актриса Lady Gaga, датско-норвежская поп-группа Aqua и другие.